# 普迹镇
普迹镇为中国湖南省浏阳市下辖镇，因当地旧有万寿宫，内祭祀“灵感普济之神许逊”而得名普济，后谐音易名为普迹。
普迹镇由原普迹乡和金江乡于1995年合并设置，位于浏阳市西南部。辖域西与官桥、镇头镇接壤，北与葛家镇毗邻，东与枨冲镇交界，南与醴陵市官庄乡相连。全镇辖域总面积176.5平方公里，总人口40,301人(2000年人口普查)，下辖3个社区、9个行政村。

## 地理位置
普迹镇位于浏阳河中下游平原地区，浏阳河在普迹域内形成了蒜洲、青年洲、夹洲等沙洲；镇内主要山岭有黄茅尖、白茅尖、乌峰尖，均位于普迹镇东南端，其中黄茅尖海拔725米，系全镇海拔最高点。

### 气候
普迹镇属于夏雨型暖溼氣候，全年无霜期271天，日照1656小时，降雨量为1552毫米。

## 现行行政区划
全镇下辖3个社区、9个行政村，分别为新府社区、金江社区和新街社区，普泰村、普花村、双洲村、书院村、古寺村、大鸡头村、五丰村、普官村和团结村。

## 旅游观光
普迹镇自然景观较为丰富，浏阳河中有夹洲，假期多有市民来此休闲。